# Tosterups kyrka
Tosterups kyrka är en kyrkobyggnad i Tosterup. Den tillhör Smedstorps församling i Lunds stift.

## Kyrkobyggnaden
Kyrkan byggdes ursprungligen på 1100-talet, men byggdes om 1598. Här finns kyrkomålningar från 1400-talet, två målningar från 1500-talet samt inredning från 1700-talet.
I början på 1950-talet undersökte teologie doktor Curt Wallin kyrkan och han fann då att den norra kyrkväggens grundstenar hade en annan form än de övriga kyrkans. Man frilade då kyrkans norra vägg och fann där den medeltida kyrkans nordvägg med romansk port och fönster. Kyrkans nordvägg dateras till första hälften av 1100-talet, väggen är byggd i kalksten.
En ny kyrka i Tosterup var färdig 1598. Bänkinredningen är från kyrkans tillblivelse 1598. De främsta bänkarna i kyrkan visar Brahes vapen på manssidan och Pasbergs vapen på kvinnosidan. 
Vittskövlemästaren Nils Håkansson, en medeltida kyrkomålare från Vadstena, fick i uppdrag att smycka kyrkan i den heliga Birgittas anda. Den heliga Birgitta vid sin bokstol ses på hedersplatsen i triumfbågen. Legenden om Sankt Göran och draken finns i koret. På långhusets östvägg, bredvid triumfbågen, möter vi en mässa i Bolsena.
I vapenhuset i Tosterups kyrka finns den praktkista som innehåller Jörgen Krabbes kvarlevor. Dessutom finns en gravsten över Tycho Brahe d.ä.. Denna tillverkades av Adam van Düren.
Kyrkan omnämns även i Fritiof Nilssons bok Bombi Bitt och jag.

## Måleri

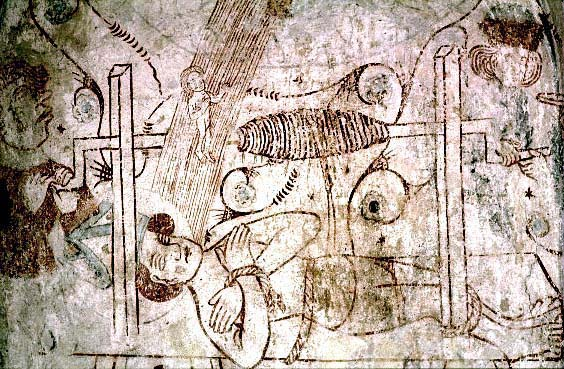
Erasmus martyrium
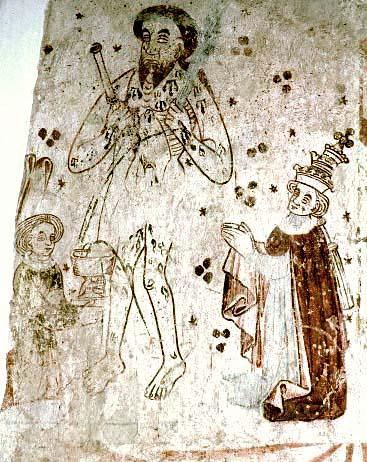
Gregorii mässa
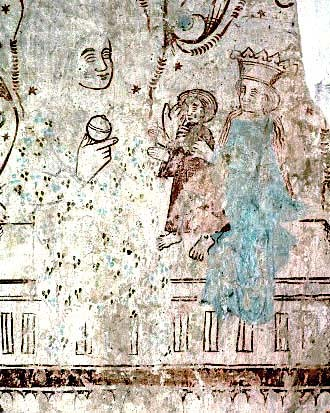
Anna själv tredje
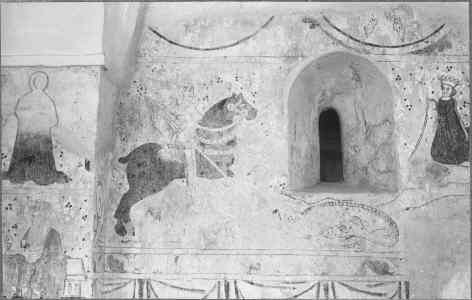
Foto: Erik Cinthio 1955

### Orgel
- 1857 byggde Johan Lambert Larsson, Ystad en orgel med 3 stämmor.
- Det nuvarande instrumentet är ett harmonium[1] med två manualer och pedal

## Källa
- Tore Johansson, red (1988). Inventarium över svenska orglar: 1988:I, Lunds stift. Tostared: Förlag Svenska orglar. Libris 4108784